# Походження Місяця

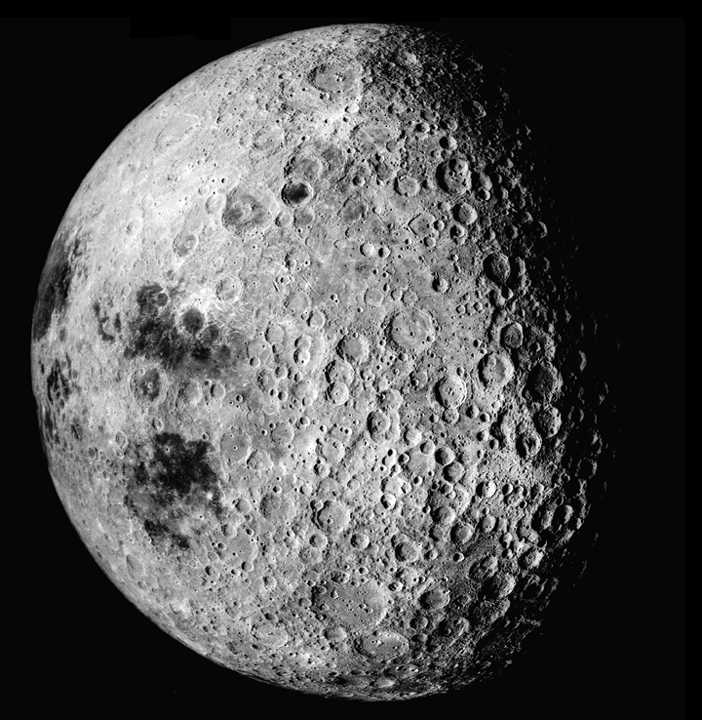
Покритий кратерами зворотний бік Місяця

У відповідності до сучасних даних у багатьох відношеннях Місяць сильно відрізняється від Землі, в першу чергу, хімічним складом: практично відсутня вода, малий вміст летких елементів та сполук. Аналіз місячних порід дає підстави вважати, що Місяць був повністю розплавленим, на відміну від Землі. Густина місяця порівнювана з густиною земної мантії, але у нього дуже маленьке залізо-нікелеве ядро.
Однак виявлено і велику схожість Землі та Місяця. Радіоізотопний аналіз показує, що обидва небесних тіла мають приблизно однаковий вік: близько 4,51 мільярдів років. Співвідношення стабільних ізотопів кисню на Місяці та на Землі збігається, водночас воно сильно відрізняється від такого співвідношення у всіх відомих метеоритів. Це свідчить про те, що Земля і Місяць утворилися по сусідству — з речовини, яка знаходилася на однаковій відстані від Сонця в протопланетній хмарі.
Таке поєднання спільних властивостей та суттєвих відмінностей в будові Місяця і Землі породило три групи взаємовиключних припущень про походження Місяця:
- сумісне утворення Землі та Місяця з одної протопланетної хмари;
- захоплення вже сформованого Місяця Землею;
- утворення Місяця в результаті гігантського зіткнення.

## Історичні погляди на походження Місяця
Місяць своїм виглядом та фактом існування завжди вражав людство. У давнину багато народів поклонялися Місяцю як божеству. Давні греки, мабуть, першими почали вивчати Місяць, використовуючи науковий підхід.
У III ст. до н. е. Арістарх Самоський, спостерігаючи земну тінь на Місяці під час місячних затемнень, оцінив відстань до Місяця в шістдесят радіусів  Землі (за сучасними даними, радіус місячної орбіти змінюється в межах від 55 до 63 земних радіусів). Плутарх вважав, що на Місяці можуть жити істоти — селеніти. Вважалося, що темні плями на Місяці — це моря, а світлі місця — суша.
В 1609 році Галілео Галілей виявив на Місяці гори та кратери, розгледівши в телескоп тіні, що відкидалися ними. На основі своїх спостережень Галілей зробив висновок, що Місяць є кам'янистим тілом, як і Земля. З того часу над загадкою утворення Місяця роздумували багато поколінь вчених, починаючи з Іммануїла Канта та Рене Декарта. З початку XVII століття і до середини XX було висунуто декілька основних гіпотез, які мали своїх прихильників та свої злети популярності.
Нова ера у вивченні Місяця почалася в 1960-х роках, з польотів до Місяця радянських автоматичних станцій та американських «Аполлонів». З'явилася нова наука — селенологія. На Землю були доставлені зразки місячних порід, які дали багатий матеріал для роздумів та переоцінки старих ідей.

## Виникнення Сонячної системи
Виникнення Сонячної системи почалося з гравітаційного стиснення газопилової хмари, в центрі якої сформувалося наймасивніше тіло — Сонце. Речовина протопланетного диска зібралася у невеликі планетозималі, які зіштовхувалися між собою та утворювали планети. Частина планетозималей була викинута з внутрішніх областей в пояс Койпера та хмару Оорта.

## Спільне та відмінне у властивостях Місяця, Землі та системи Земля—Місяць
Будь-яка гіпотеза утворення Місяця повинна не тільки відповідати фізичним законам, але й пояснювати наступні факти:
- Середня густина Місяця складає 3,3 г/см³, значно поступаючись середній густині Землі — 5,5 г/см³. Причина — у Місяця дуже маленьке залізо-нікелеве ядро — воно складає всього 2–3 % від загальної маси супутника (за даними місії NASA «Lunar Prospector»). Для порівняння — металічне ядро Землі має масу близько 30 % від маси планети.
- Місяць, у порівнянні з Землею, має дуже низький вміст летких елементів, таких, як водень, азот, фтор, інертні гази. І навпаки, на Місяці спостерігається деякий надлишок відносно тугоплавких елементів, наприклад, титану, урану та торію.
- Породи місячної кори та породи земної кори та мантії практично ідентичні за співвідношенням стабільних ізотопів кисню 16O, 17O, 18O (це співвідношення іноді називають «кисневим підписом»). Для порівняння, метеорити з різних частин Сонячної системи (зокрема і так звані марсіанські метеорити) мають зовсім інші співвідношення ізотопів кисню. Така ідентичність свідчить про те, що Земля та Місяць (або, як мінімум, поверхня Місяця) сформувалися з одного одного шару планетозималей — на однаковій відстані від Сонця.
- Місяць має потужну міцну кору товщиною 60–80 кілометрів (в декілька разів товстішу від земної кори), утворену з анортозитових порід — продуктів плавлення місячної мантії. Тому вважають, що Місяць колись був нагрітий до повного розплавлення. Земля, як вважається, ніколи не була повністю розплавленою.
- Місяць та Земля мають незвичайно високе відношення маси супутника до маси планети, рівне 1:81, у порівнянні з іншими супутниками планет Сонячної системи (вище — тільки у Харона та Плутона, але останній вже не вважається планетою).
- Система Земля—Місяць має незвично високий кутовий момент імпульсу.
- Площина орбіти Місяця (нахил 5° до екліптики) не збігається з екваторіальною площиною Землі (нахил 23,5° до екліптики).

## Гіпотези походження Місяця
На основі цього було висунуто наступні гіпотези:
- Гіпотеза відцентрового розділення: від протоземлі, яка швидко оберталася, під дією відцентрових сил відділився шматок речовини, з якого потім утворився Місяць. Цю гіпотезу жартівливо називають «дочірньою».
- Гіпотеза захоплення: Земля та Місяць утворилися незалежно, в різних частинах Сонячної системи. Коли Місяць проходив близько до земної орбіти, він був захоплений гравітаційним полем Землі та став її супутником. Цю гіпотезу жартома називають «подружньою».
- Гіпотеза спільного утворення: Земля та Місяць утворилися одночасно, при невеликій відстані між ними (жартівливо — «сестринська» гіпотеза).
- Гіпотеза випаровування: з розплавленої протоземлі були випарувані в простір значні маси речовини, які потім охолонули, сконденсувалися на орбіті та утворили протомісяць.
- Гіпотеза багатьох місяців: декілька маленьких місяців було захоплено гравітацією Землі, потім вони зіткнулися один з одним, зруйнувалися, і з їхніх уламків утворився сучасний Місяць.
- Гіпотеза зіткнення: протоземля зіткнулася з іншим небесним тілом, а з викинутої при зіткненні речовини утворився Місяць. Згідно з дослідженнями, ранньою стадією процесу формування Землі та Місяця в рамках гіпотези гігантського удару була синестія[en].

## Розгляд гіпотез
До польотів «Аполлонів» основними в науковому світі вважалися три гіпотези утворення Місяця: відцентрового відділення, захоплення, спільної акреції. В англомовній літературі їх називають «Великою трійкою» (англ. The Big Three).

### Гіпотеза відцентрового відділення
Гіпотезу відділення Місяця від Землі вперше висунув Джордж Дарвін, син знаменитого Чарльза Дарвіна, в 1878 році. Він висловив припущення, що після утворення молодої Землі вона оберталася з дуже великою швидкістю. Під дією відцентрових сил планета стала настільки витягнутою по екватору, що від неї відірвався великий шматок речовини (можливо, цьому сприяли припливні сили Сонця). З цієї речовини пізніше утворився Місяць.
Цю гіпотезу підтримав у 1882 році геолог Осмонд Фішер: на його думку, басейн Тихого океану утворився саме на тому місці, де відірвався від Землі майбутній Місяць. Гіпотеза Дарвіна-Фішера набула великої популярності та залишалася загальноприйнятою на початку XX століття.
За і проти
Відрив речовини від надмірно розтягнутого екваторіального виступу добре пояснює наявний розмір Місяця. Цій гіпотезі так само добре відповідає і менша густина Місяця, оскільки вона відповідає густині земної мантії. Сучасні дані підтверджують і факт швидшого обертання Землі в далекому минулому (див. припливне прискорення). Однак, потрібна для відцентрового відриву швидкість обертання занадто велика (один оберт Землі за 1–2 години). Момент імпульсу обертання Землі в такому випадку повинен був в 3–4 рази перевищувати сучасний момент імпульсу системи Земля–Місяць (який і без того незвично високий). Появу в новоутвореної Землі такого моменту імпульсу обертання неможливо пояснити, як неможливо пояснити і його наступне зникнення.
Нижчий, ніж у Землі, вміст летких елементів у місячній речовині не вписується в дану гіпотезу. До того ж, сучасна теорія тектоніки літосферних плит вважає, що тихоокеанський басейн в його нинішньому вигляді існує всього близько 70 мільйонів років, і ніяк не міг утворитися при відриві речовини від Землі.

### Гіпотеза захоплення
Гіпотезу захоплення першим висунув у 1909 році американський астроном Томас Джексон (англ. Thomas Jefferson Jackson See). У відповідності до цієї гіпотези, Місяць утворився як незалежна планета десь у Сонячній системі, а потім в результаті деяких пертурбацій перейшов на еліптичну орбіту, яка перетиналася з орбітою Землі. При черговому зближенні з Землею, Місяць був захоплений гравітацією Землі та став її супутником.
За і проти
- Легенди деяких народів Землі, зокрема, догонів, розповідають про часи, коли Місяця на небі ще не було, і про появу нового світила.
- Захоплення Місяця земною гравітацією могло б добре пояснити великий момент імпульсу системи Земля—Місяць. Але результати моделювання показують, що ймовірність захоплення Землею пролітаючого тіла з масою Місяця мізерно мала. Набагато ймовірніше, що пролітаюча планета зіткнулася б із Землею, або навпаки, була б відкинута гравітацією Землі далеко за межі земної орбіти. Варіант з можливим захопленням потребує проходження Місяця на відстані менше межі Роша, тобто Місяць, можливо, був би розірваний дією припливних сил.
- Якщо б захоплення все-ж відбулося, то Місяць, скоріш за все, обертався б навколо Землі в протилежному (ретроградному) напрямку (як це спостерігається у захоплених супутників Юпітера), і по сильно витягнутій еліптичній орбіті.
- Мала густина Місяця та відсутність у нього залізного ядра можуть бути пояснені, якщо припустити, що Місяць утворився за межами зони планет земної групи (Меркурій, Венера, Земля, Марс). Але тоді неможливо пояснити дефіцит летких елементів, які є у надлишку в зоні планет-гігантів. Важко знайти в Сонячній системі відповідну область з меншим вмістом і того й іншого.
- Ідентичність співвідношення ізотопів кисню на Місяці та на Землі зовсім не вписується в дану гіпотезу.

Свою версію гіпотези захоплення — із руйнуванням захопленої планети припливними силами Землі — запропонували в 1989 році Олег Сорохтін та Сергій Ушаков. За їх теорією, планета із сусідньої орбіти, названа Протомісяцем, була захоплена Землею і перейшла на навколоземну орбіту. Оскільки новий супутник обертався швидше, ніж планета, інтенсивні припливні сили притягували його до Землі (одночасно «розкручуючи» Землю). Нарешті, супутник наблизився на відстань межі Роша і почав руйнуватися. Речовина з Протомісяця по спіралі почала рухатися до Землі. Потім супутник був практично розірваний, його залізне ядро впало на Землю, а значна частина речовини кори залишилася на орбіті. З цих уламків почав утворюватися Місяць, набуваючи сферичної форми та віддаляючись від Землі.
Останній пункт гіпотези видається слабким: чому Місяць почав віддалятися від Землі, якщо до того Протомісяць мав більшу частоту обертання, ніж Земля і припливні сили Землі гальмували його, наближуючи до Землі? Незрозуміло також, чому на Землю впало саме залізне ядро, а не речовина кори. І, нарешті, сама можливість настільки вдалого та «плавного» захоплення сусідньої планети, як і раніше, виглядає вкрай малоймовірною.

### Гіпотеза спільного формування (спільної акреції)
Вперше подібну гіпотезу запропонував Іммануїл Кант у праці по космогонії, в 1755 році. Він припустив, що всі небесні тіла з'явилися в результаті стиснення пилової хмари, а Місяць та Земля сформувалися разом, з одного пилового згустка: спочатку Земля, потім, із речовини, що залишилася, Місяць. Великим прихильником гіпотези спільної акреції був знаменитий астроном Едуард Рош. В Радянському Союзі гіпотезу коакреції активно розробляла школа Отто Шмідта (Віктор Сафронов, Євгенія Рускол та ін.). До 1970-х років гіпотеза спільної акреції вважалася найбільш пропрацьованою.
Гіпотеза стверджує, що Земля та Місяць просто «виросли» на одній орбіті як подвійна планета, з початкового протопланетного рою твердих частинок. Першою почала формуватися прото-Земля. Коли вона набрала достатню масу, частинки з протопланетного рою захоплювалися її тяжінням і починали обертатися навколо зародку планети по самостійним еліптичним орбітам. З цих частинок утворився власний навколопланетний рій. Частинки рою зіштовхувалися між собою, деякі втрачали швидкість і падали на прото-Землю. Орбіти інших осереднювались між собою — рій набував орбіти, близької до колової. Потім з цього рою почали формуватися зародки майбутнього супутника, Місяця.
За і проти
Якщо Земля та Місяць формувалися у безпосередній близькості, то ідентичність киснево-ізотопного співвідношення легко пояснюється. Але тоді стає зовсім незрозумілою різниця в густині двох тіл, а також дефіцит заліза та летких елементів на Місяці.
За словами Вільяма Гартмана, «важко уявити, що два небесних тіла виростають поряд з одного орбітального шару речовини, але при цьому одне з них забирає все залізо, а інше залишається практично без нього».
Прихильники гіпотези пояснюють це тим, що шматки речовини рою при зіткненнях дробилися, потім важкі залізні частинки випадали на Землю, а силікатний пил залишався на орбіті. Таке пояснення навряд чи можна визнати задовільним: для цього практично всі частинки рою повинні були попередньо зруйнуватися до стану пилу.
Подібним чином в цій гіпотезі пояснюється і дефіцит летких речовин — вони випаровувались при зіткненнях та дробленнях частиною рою. Але для цього частинкам довелося б зіштовхуватися на високих відносних швидкостях, але вони всі, як припускається, оберталися в одному напрямку. Причому, аналогічний процес повинен був би відбуватися і при формуванні Землі та інших планет земної групи, але результатів цього не спостерігається.
Ця гіпотеза також не змогла дати чіткого пояснення ні великому моменту імпульсу системи Земля-Місяць, ні нахилу місячної орбіти в 5° до площини земної орбіти.

### Гіпотеза випаровування
В 1955 році Ернст Юліус Епік висунув гіпотезу, яка частково поєднувала гіпотези відцентрового розділення та спільного утворення. За його версією, прото-Земля, оточена кільцем кам'яних частинок, від постійних ударів розігрілася до високої температури — близько 2000 °C. Значні маси речовини були випарувані назад, у навколоземний простір. Сонячний вітер здув леткі елементи, а важчі компоненти сконденсувалися і з'єдналися з матеріалом кілець, які потім злилися в один великий шматок речовини — Місяць. Якщо нагрівання Землі відбулося на пізній стадії її формування, то до цього часу важкі залізні породи вже опустилися в ядро, а вміст заліза у поверхневих шарах Землі був значно меншим від початкового.
За і проти
Гіпотеза випаровування дуже добре пояснює дані про хімічний склад Місяця, але не може вирішити ні проблему великого кутового моменту імпульсу, ні проблему нахилу місячної орбіти. Геологічні дані також не підтверджують настільки сильного розігрівання Землі на стадії формування: склад порід земної кори свідчить, що Земля ніколи не була повністю розплавленою.

### Гіпотеза багатьох місяців
Гіпотезу утворення одного великого Місяця з декількох супутників висунули в 1960-х роках Томас Ґолд та Гордон Макдональд. Їх основна ідея полягала в тому, що Землі набагато простіше було б захопити окремо декілька невеликих небесних тіл, які пролітали поряд, ніж одне велике. Якщо Земля «впіймала» від шести до десяти малих місяців, то їх орбіти надалі могли змінюватися припливними силами. Протягом близько мільярда років місяці могли зіштовхуватися один із одним, а з їхніх уламків сформувався би Місяць.
За і проти
Неправдоподібно виглядає сама можливість захоплення Землею великої кількості супутників з їхнім подальшим руйнуванням. Марс має два невеликих супутника (Фобос і Деймос), які досі співіснують на навколомарсіанських орбітах. Венера, маса якої близька до земної, взагалі не має супутників, як і Меркурій.
Ця гіпотеза також не пояснює ідентичність ізотопно-кисневого складу Місяця та Землі.

### Гіпотеза зіткнення

Зіткнення Тейї з Землею, в результаті якого, як вважається, виник Місяць

Гіпотеза зіткнення була запропонована Вільямом Гартманом (англ. William Hartmann) та Дональдом Девісом (англ. Donald R. Davis) в 1975 році. За їх припущенням, протопланета (її назвали Тейя) розміром приблизно як Марс зіткнулася з прото-Землею на ранній стадії її формування, коли наша планета мала приблизно 90 % сучасної маси.
Удар припав не по центру, а під кутом (майже по дотичній). В результаті більша частина речовини об'єкта, що вдарився, і частина речовини земної мантії були викинуті на навколоземну орбіту. З цих уламків зібрався прото-Місяць і почав обертатися по орбіті з радіусом близько 60 000 км. Земля в результаті удару отримала різкий приріст швидкості обертання (один оберт за 5 годин) і помітний нахил осі обертання.
За і проти
Гіпотеза зіткнення в даний час вважається основною, оскільки вона добре пояснює всі відомі факти про хімічний склад і будову Місяця, а також і фізичні параметри системи Земля—Місяць. Спочатку великі сумніви виклика́ла можливість настільки вдалого співударяння (косий удар, невелика відносна швидкість) такого великого тіла із Землею. Але потім було висловлено припущення, що Тейя сформувалася на орбіті Землі, в одній з точок Лагранжа системи Сонце—Земля. Такий сценарій добре пояснює і низьку швидкість зіткнення, і кут удару, і сьогоднішню, майже точно колову орбіту Землі.
Вразливі місця гіпотези зіткнення:
- для пояснення дефіциту заліза на Місяці доводиться робити припущення, що на момент зіткнення (4,5 млрд років тому) і на Землі, і на Тейї вже відбулася гравітаційна диференціація, тобто виділилося важке залізне ядро і утворилася легка силікатна мантія. Однозначних геологічних підтверджень цього припущення не знайдено.

### Природний розвиток

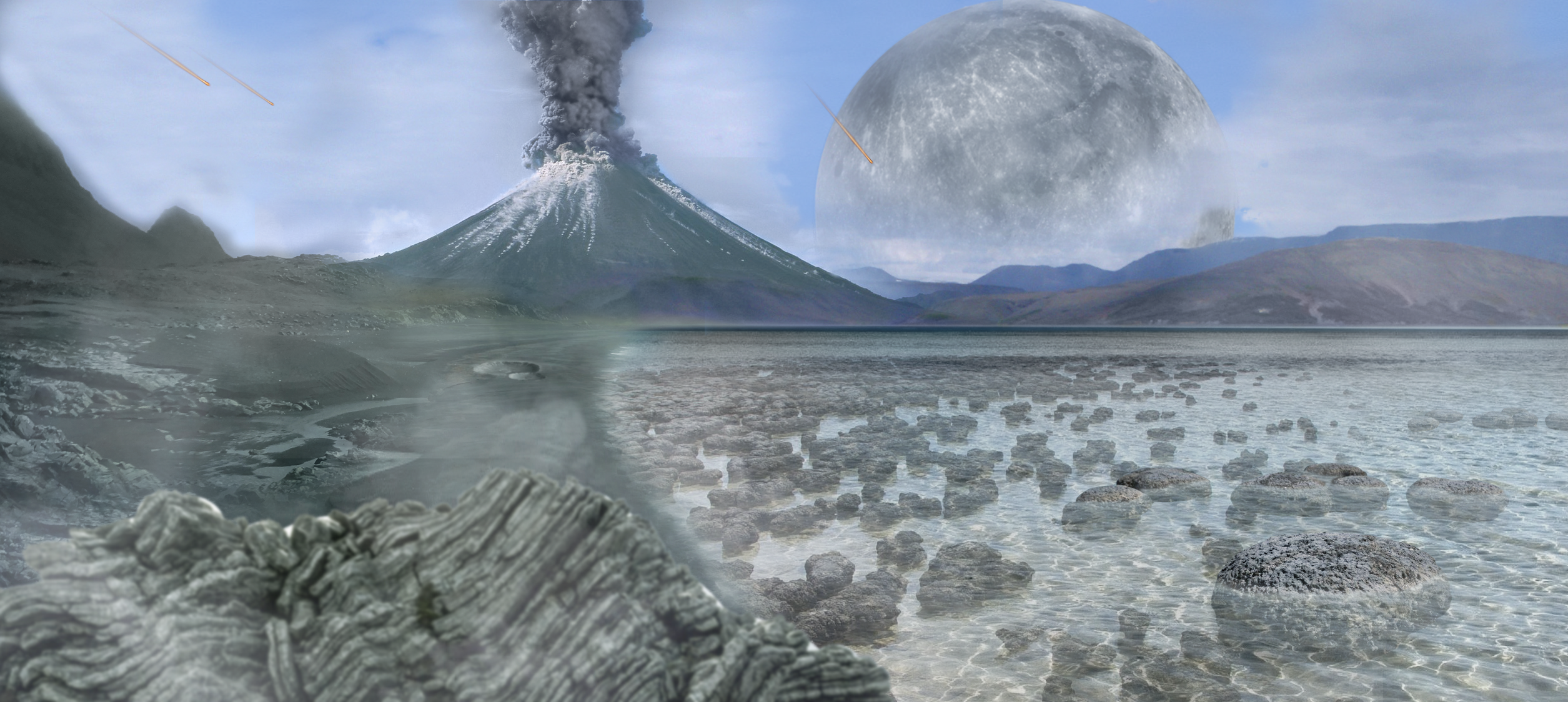
Зображення художником Місяця, як він міг виглядати на земному небі після пізнього важкого бомбардування приблизно 4 мільярди років тому. У той час Місяць обертався навколо Землі на половині теперішньої відстані, через що він виглядав у 2,8 рази більшим, ніж зараз.

Новоутворений Місяць спочатку опинився на набагато ближчій навколоземній орбіті, ніж вона є зараз. Тому кожне небесне тіло здавалося набагато більшим у небі іншого, затемнення були частішими, а приливні ефекти були сильнішими. Через припливне прискорення орбіта Місяця навколо Землі стала значно більшою з довшим періодом.
Після завершення формування Місяць охолонув, і більша частина його атмосфери вилетіла в космос. Місячна поверхня з тих пір була сформована великими ударами та великою кількістю малих ударів, утворюючи ландшафт із кратерами різного віку.
Місяць був вулканічно активним до 1,2 мільярда років тому, що заклало місячне море. Більшість базальтів місячних морів вивергалися під час імбрійського періоду, 3,3-3,7 мільярда років тому, хоча деяким морям 1,2 мільярда років, а деяким — 4,2 мільярда років. Існують різні пояснення виверження маревих базальтів, зокрема їх нерівномірне розташування, оскільки в основному великі лавові рівнини знаходиться з боку, видимого з Землі. Причини поширення місячних нагір'їв на зворотному боці також недостатньо вивчені. Топологічні вимірювання показують, що ближня сторона кори Місяця тонша, ніж його дальня сторона. Тоді один із можливих сценаріїв полягає в тому, що сильні удари з ближньої сторони могли полегшити витік лави на поверхню.

## Висновки
Однією з головних цілей американських місячних експедицій 1960—1970 років було знайти докази однієї з трьох гіпотез «Великої трійки» (гіпотези відцентрового відділення, захоплення і спільної акреції). Але перші ж отримані дані виявили серйозні протиріччя з усіма трьома гіпотезами. Всі накопичені на даний момент факти, як вважається, свідчать на користь гіпотези, якої під час польотів «Аполлонів» ще не існувало — гіпотези гігантського зіткнення.
Наприкінці 1980-х років Джордж Уезерілл розробив одну з перших програм для чисельного моделювання процесу укрупнення планетезималь.

## Див також
- Космогонія
- Формування та еволюція Сонячної системи
- Планетологія
- Планетозималь
- Пізнє важке бомбардування
- Абіогенез
- Гіпотеза світу РНК
- Найперші відомі форми життя